# Escuela de Formación Penitenciaria Gendarme Alex Villagran Pañinao
La Escuela de Formación Penitenciaria "Gendarme Alex Villagran Pañinao" (ESFORPEN) también comúnmente llamada Escuela de Suboficiales de Gendarmería de Chile, es el plantel educacional encargado de formar a los futuros Suboficiales de la institución, mejorar los niveles de formación del personal uniformado de Gendarmería de Chile, que una vez completado el curso sus egresados efectúan el "Juramento a la Bandera" y pasan ser parte del Escalafón de Suboficiales y Gendarmes, y son envestidos con el rango de Gendarme.

## Historia
Las influencias internacionales que en 1872, en el Congreso Penitenciario de Londres Inglaterra, puso en el tapete de la discusión la necesidad de crear establecimientos formativos para el personal que se desempeñaba en las prisiones. Posteriormente, en los congresos celebrados en Estocolmo, Suecia 1878 y San Petersburgo, Rusia Zarista 1900, se insistió en la importancia de contar con funcionarios penitenciarios debidamente seleccionados y preparados.
Ya en 1930, en el Congreso de Praga, Checoslovaquia, se establecían los primeros criterios para la organizar los procesos de formación a nivel profesional y científica del personal penitenciario, tanto administrativo como de vigilancia.
Finalmente contando con todos estos acontecimientos se decide crear una Escuela de Formación penitenciaria, la cual en un principio formó parte de la Escuela Técnica de Prisiones, pero que con el tiempo ambas se separaron dando origen a una Escuela para oficiales y una Escuela para suboficiales.
El 24 de marzo del año 2004, mediante resolución exenta N.º 1103 dispuso la puesta en marcha de la Escuela de Formación Penitenciaria ESFORPEN abocada a la preparación de los vigilantes penitenciarios.
Posteriormente, la Escuela de Formación Penitenciaria, fue bautizada con el nombre de “Gendarme Alex Villagran Pañinao”, en homenaje al funcionario caído en acto de servicio. Aunque también se le suele llamar Escuela de Suboficiales de Gendarmería de Chile.
La Escuela de Formación Penitenciaria funciona en las antiguas dependencias del Centro de Recreación La Perla, ubicado en la Comuna de San Bernardo, Santiago de Chile.

## Requisitos para postular a la Escuela de Formación Penitenciaria Gendarme Alex Villagran Pañinao
Para poder postular y ser aceptado como un futuro suboficial de la institución es necesario cumplir una serie de requisitos específicos que demuestren que quien postule sea apto para las labores y la vida penitenciaria que va desempeñar en el futuro en las cárceles del país, los requisitos se muestran a continuación:
- Ser chileno
- Ser soltero
- Tener entre 18 y 25 años de edad al momento de ingresar a la Escuela
- Tener cursado y aprobado el 2.º Año de Enseñanza Media
- Estatura mínima: 1,58 metro mujer (descalza) 1,65 m hombre (descalzo)
- Salud y aptitudes compatibles con las exigencias institucionales
- Los hombres deberán tener Situación Militar al día (se recomienda haber realizado el Servicio Militar Obligatorio)
- Capacidad para integrarse a equipos de trabajo multidisciplinarios
- Vocación por el trabajo social
- Facilidad para comunicarse con distintos tipos de personas
- Tener antecedentes personales y familiares intachables

## Himno de Gendarmería de Chile en Desfile
Himno tocado en la Escuela y Academia de Gendarmería:

I

Somos lirismo sublime

Con patriotismo y deber

Somos la luz en tinieblas

De un alegre renacer.

II

Espiritual como el arte

De una belleza sin par

La que se brinda afectuosa

Es la heroína inmortal.

Coro

Gendarmería de Chile

Eres guía y bondad

Amor, tezon y trabajo

Para entregar hermandad.

III

Orden, justicia y deber

Te llevan con mano genial

Sin importar los esfuerzos

Hasta alcanzar tu sitial.

## Estadio
El Centro de Recreación La Perla cuenta con unas canchas, la principal es la del Complejo Escuela de Formación Penitenciaria "Alex Villagrán Pañinao", ex La Perla, de San Bernardo (Ochagavía 11.011, frente a Luis Barros), superficie de pasto natural.
- Equipo (s) que han hecho de local ahí: Gendarmería (2014-)
- Capacidad: 1.100 espectadores